# Burni Badak
Burni Badak är ett berg i Indonesien.   Det ligger i provinsen Aceh, i den västra delen av landet, 1 500 km nordväst om huvudstaden Jakarta. Toppen på Burni Badak är 1 944 meter över havet, eller 345 meter över den omgivande terrängen. Bredden vid basen är 4,5 km.
Terrängen runt Burni Badak är kuperad söderut, men norrut är den bergig.  Trakten runt Burni Badak är nära nog obefolkad, med mindre än två invånare per kvadratkilometer. I omgivningarna runt Burni Badak växer i huvudsak städsegrön lövskog.